# Bao (gioco)
Il bao (bawo in Malawi, igisoro in Uganda) è un gioco da tavolo astratto della famiglia dei mancala, per due giocatori, diffuso in buona parte dell'Africa orientale, soprattutto nel mondo swahili: lo si gioca per esempio sulle coste del Kenya e della Tanzania, a Zanzibar, nelle Comore, nel Malawi, in alcune zone del Congo RD, in Uganda, in Burundi, e altrove. Il nome bao è una parola swahili, e significa semplicemente "tavoliere", con riferimento alla plancia di gioco.
Fra i mancala, il bao è probabilmente il gioco più complesso e quello caratterizzato da una maggiore profondità strategica. In Tanzania, e in particolare a Zanzibar, i giocatori esperti di bao competono in tornei ufficiali e la figura del maestro di bao (bingwa; detto anche fundi, "artista") gode di grande prestigio. A causa della sua complessità e ricchezza, il bao è stato anche studiato in occidente in teoria dei giochi, teoria della complessità e persino psicologia.
Una variante del bao diffusa soprattutto fra gli arabi dell'Oman è l'"hawalis", che a Zanzibar è noto come "bao la Kiarabu" (in swahili, "bao alla araba"). Numerosi altri mancala condividono con il bao le caratteristiche del tavoliere, il numero di pezzi e alcune delle regole; fra questi si possono citare in particolare l'omweso e le sue numerose varianti.

## Storia
Il bao appartiene alla famiglia dei giochi noti come mancala o "giochi di semina", di origine molto antica. Sulla storia del bao si hanno solo poche indicazioni, benché dalla sua diffusione geografica si possa facilmente dedurre che esso sia originario dell'Africa swahili, ovvero delle coste degli odierni Kenya e Tanzania. Già in epoca coloniale, comunque, il gioco era diffuso anche in altre regioni. Un viaggiatore francese di nome Flacourt descrisse il gioco nel 1658, avendolo visto giocare dai Sakalava del Madagascar; nello stesso anno Thomas Hyde riportò di averlo visto ad Anjouan nelle Comore. Negli anni 1820 il gioco fu celebrato dal poeta Muyaka bin Haji, di Mombasa, nel componimento Bao Naligwa. La più antica tavola da bao ritrovata dagli storici è del 1896, proveniente dal Malawi, ed è oggi esposta al British Museum di Londra.
Nel 1966 è stata fondata in Tanzania la Chama cha Bao (Società del Bao), che promuove il gioco nel paese. A Zanzibar ci sono state almeno 16 diverse società di bao; sempre a Zanzibar si tengono i più importanti tornei internazionali. Altri tornei di bao si svolgono a Lamu (Kenya) e in Malawi.

## Regole
Come per tutti i mancala, il bao è un gioco popolare, diffuso per tradizione orale, e ne esistono diverse varianti. Le trascrizioni delle regole sono tutte piuttosto recenti, e comunque non numerose; la più celebre è dovuta ad Alex de Voogt, redatta fra il 1991 e il 1995 sulla base di numerose interviste ai "maestri di bao" di Zanzibar. La sezione "collegamenti esterni" riporta link ad altre trascrizioni disponibili in linea, che descrivono il gioco nella variante di Zanzibar o in quella, solo leggermente diversa, giocata in Malawi.
Nel seguito sono riportate le regole generali del gioco, così come si ricavano confrontando le regole di Zanzibar con quelle del Malawi. Si farà anche menzione di qualche variante.

### Il tavoliere e i pezzi

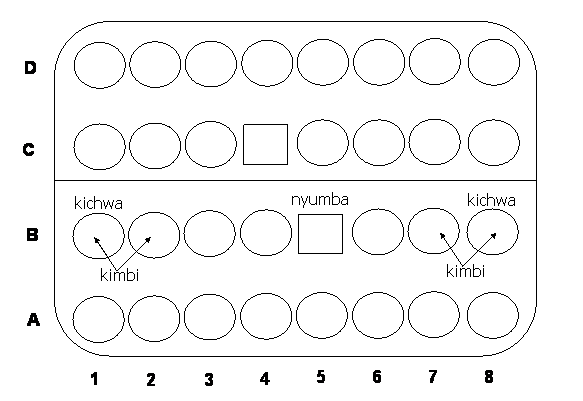
Figura 1: il tavoliere del bao

Il bao utilizza un tavoliere composto da quattro file di otto buche, come mostrato in figura (in swahili le buche sono dette mashimo, "fossi, scavi", sing. shimo). I giocatori si dispongono di fronte ai lati lunghi del tavoliere; ogni giocatore "possiede" le due file di buche più vicine a sé. La seconda e la terza fila (B e C in figura) saranno indicate nel seguito come file interne.
Alcune buche svolgono un ruolo particolare e hanno perciò nomi specifici. La quarta buca da destra della fila interna di ciascun giocatore viene detta nyumba (in swahili, "casa") o kuu (in swahili, "principale"): nella maggior parte dei tavolieri essa si distingue per la forma quadrata, come nell'esempio mostrato in figura. Le buche alle estremità della fila interna sono dette kichwa ("testa"); le kichwa e la seconda e la penultima buca sono collettivamente dette kimbi.
Ogni giocatore dispone di 32 semi detti kete (in swahili, "conchigliette"). La disposizione iniziale dei semi è uno degli elementi che distinguono le diverse varianti del bao.
Lo stesso tavoliere e lo stesso numero di pezzi si utilizzano per altri mancala; nella voce lista di mancala sono riportati diversi mancala con tavoliere 4x8 e 64 pezzi.

### Disposizione iniziale dei semi

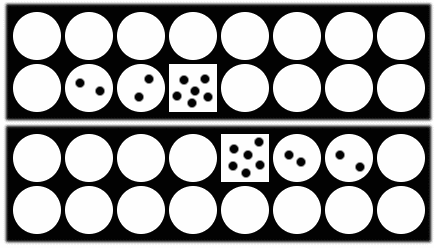
Disposizione iniziale dei semi nel bao la Kiswahili di Zanzibar

Come si è detto sopra, la disposizione iniziale dei semi sul tavoliere ammette alcune varianti. Nelle regole ufficiali di Zanzibar, ogni giocatore piazza inizialmente 6 semi nella nyumba e due per ciascuna delle due buche immediatamente adiacenti a destra della nyumba; i semi restanti si tengono inizialmente in mano (molti tavolieri dispongono di due appositi contenitori, spesso detti "granai", per i semi non ancora in gioco). Nella versione giocata in Malawi la disposizione è simile, ma i semi nella nyumba sono 8. A seconda dei casi, dunque, avanzano "in mano" a ciascun giocatore 22 o 20 semi. In queste varianti del bao, il gioco inizia con una fase detta namua, in cui i giocatori collocano sul tavoliere i semi che sono loro rimasti in mano. Questa variante viene detta, in swahili,  bao la Kiswahili ("bao alla swahili").
Una versione semplificata di bao prevede che i semi siano disposti inizialmente in numero di due per buca. In questo caso, non ci sono semi "in mano" e il gioco inizia direttamente con la seconda fase, detta mtaji, in cui i pezzi vengono spostati sul tavoliere. Questo bao semplificato viene chiamato, in swahili,  bao la Kujifunza (letteralmente: bao per imparare).

### Scopo del gioco
Lo scopo del gioco è "catturare" i pezzi avversari. Vince il giocatore che per primo svuota la fila interna dell'avversario oppure che porta l'avversario a non avere più alcuna mossa legale a disposizione (ad esempio con un solo seme per buca).
Il turno del giocatore avviene secondo una di quattro possibili varianti, descritte nel seguito. Questo può apparire più complesso di quanto non sia in realtà; per orientarsi nei prossimi paragrafi è opportuno mettere a fuoco i seguenti due punti:
- ogni turno di gioco consta di una sequenza di mosse (spostamenti). Finché il giocatore ha in mano semi avanzati dalla disposizione iniziale, la mossa iniziale del suo turno consisterà nel piazzare uno di tali semi sul tavoliere; in seguito, la mossa iniziale consisterà nello spostare semi da una buca del tavoliere. Su questa distinzione è basata la differenziazione, presentata sotto, fra la fase namua[6] e la fase mtaji del gioco;
- a prescindere dalla fase di gioco (namua o mtaji), la mossa iniziale del turno di gioco può portare a una cattura oppure no. Se la mossa iniziale porta a una cattura, altre catture saranno possibili nel corso del turno, e si parla di un turno mtaji; se la mossa iniziale non porta a una cattura, non saranno possibili catture per tutto il turno, e si parla di un turno takata.

Si noti che la parola mtaji è usata con riferimento a una fase del gioco e anche con riferimento a un tipo di turno. I due significati vanno comunque distinti.

### Fase di namua
Come si è detto sopra, la fase di namua ha luogo solo nelle varianti del bao in cui, nella disposizione iniziale dei semi, alcuni di questi rimangono "in mano" ai giocatori. In questo caso, il giocatore inizia il proprio turno introducendo sul tavoliere uno dei semi che ha in mano. Il nuovo seme deve essere depositato in una buca non vuota della fila interna del giocatore.
Si ha una cattura se il seme viene depositato in una buca della fila interna antistante a una buca avversaria anch'essa non vuota. Una buca con queste caratteristiche, nella letteratura sui mancala, viene spesso detta marker. Se il seme iniziale viene depositato in un marker, tutto il turno del giocatore si configura come turno mtaji. In caso contrario, esso viene detto turno takata. Se è possibile, è obbligatorio catturare (non si può fare takata se è possibile fare mtaji). Questo due genere di turni evolvono in modi diversi, come descritto nei paragrafi seguenti.

#### Cattura (turno mtaji)
Il giocatore che ha eseguito la cattura preleva tutti i pezzi dalla casa avversaria antistante quella dove ha depositato il proprio seme, e li colloca nelle proprie file secondo le seguenti regole.
Il primo seme va depositato in una delle kichwa (prima o ultima buca della fila interna). Se il primo seme viene depositato nella kichwa di destra (B8), il secondo va depositato nella buca immediatamente a sinistra (B7), il terzo in quella ancora adiacente (B6), e così via (questa operazione è comune a tutti i mancala e viene generalmente indicata con l'espressione semina). Se si seminano più di 7 semi, l'ottavo viene collocato nella prima buca della fila esterna (A1) e si prosegue poi verso destra, continuando se necessario a "girare intorno" in senso antiorario. Per questo motivo, la kichwa di destra viene anche detta "kichwa antioraria". Se il primo seme viene depositato nella kichwa di sinistra (detta anche "kichwa oraria"), la semina avviene nel verso opposto: verso destra nella fila interna e verso sinistra nella fila esterna.
La kichwa di partenza (e di conseguenza il verso orario o antiorario della semina) sono a discrezione del giocatore se la cattura è avvenuta da una delle quattro buche centrali (B3, B4, B5, B6). Se la cattura è avvenuta da una buca kimbi, la semina deve necessariamente iniziare dalla kichwa più vicina.
Se la semina si conclude con l'ultimo seme depositato in un nuovo marker, si avrà una nuova cattura, con nuova semina. In questo caso la kichwa di partenza non sarà più scelta dal giocatore: si dovrà infatti mantenere il senso orario o antiorario della semina precedente (scegliendo la kichwa di conseguenza), oppure procedere dalla kichwa più vicina se il marker è una buca kimbi.
Se la semina si conclude con l'ultimo seme depositato in una buca non vuota ma non marker (ovvero una buca della fila esterna, oppure una buca della fila interna antistante una buca avversaria vuota), il giocatore procede invece con una "semina a staffetta" (relay): preleva tutti i pezzi dalla buca in cui ha depositato l'ultimo seme (incluso), e inizia con essi una nuova semina. A differenza di una semina di pezzi catturati, questa semina conserva comunque il verso (orario o antiorario) della semina precedente e inizia sempre dalla buca immediatamente successiva a quella in cui si era conclusa la semina precedente.
Semina di pezzi catturati e semine a staffetta si possono alternare un qualsiasi numero di volte durante il turno, che termina solo quando l'ultimo seme di una semina cade, finalmente, in una buca vuota.

#### Semina pura (turno takata)
Nel caso di un turno takata, ovvero con seme iniziale depositato in una buca non marker, il giocatore preleva tutti i semi dalla buca in questione (incluso quello appena depositato) e inizia a seminarli, in senso orario o antiorario a sua scelta, come in una normale semina "a staffetta" (vedi sopra), e quindi a partire da una buca adiacente.
Se la semina termina in una buca occupata, si procede con la semina a staffetta; altrimenti il turno termina. Durante un turno takata non possono avvenire catture.

### Fase di mtaji
Quando i semi sono tutti sul tavoliere (e quindi, in alcune varianti del bao, fin dall'inizio), il giocatore inizia la propria mossa prelevando tutti i semi da una buca che contenga almeno due semi e iniziando una semina in senso orario o antiorario a sua scelta.
(Si noti che, nella fase mtaji, i semi isolati non possono essere mossi; il giocatore che abbia solo semi isolati ha quindi perso la partita in quanto non ha mosse legali a disposizione).
Se l'ultimo seme della semina cade in una buca marker, si ha una cattura e un turno mtaji; altrimenti, un turno takata. Le regole sono, di qui in avanti, le stesse della fase namua, con l'eccezione che in questo caso è definito fin dall'inizio un verso di semina (quello della semina iniziale) a differenza di quanto avviene nella fase namua (in cui il seme iniziale viene "da fuori"). Come prima, il verso di semina deve essere conservato a meno che non sia modificato da una cattura effettuata da una buca kimbi.
Come nella fase namua, se possibile, è obbligatorio catturare. Non è tuttavia ammesso iniziare un turno mtaji seminando da una buca che contenga più di 15 semi (un turno iniziato seminando da una buca con più di 15 semi sarà comunque takata anche se l'ultimo seme cade in un marker).
Se non è possibile catturare, si dovrà, se possibile, iniziare il turno seminando da una buca della fila interna.

### Il ruolo della nyumba
Le varianti più complesse del bao attribuiscono un ruolo speciale alla nyumba. Le sue caratteristiche principali sono le seguenti:
1. se una semina di un turno takata si conclude nella nyumba, il turno termina (non viene iniziata alcuna "staffetta");
2. se una semina di un turno mtaji si conclude nella nyumba, e la nyumba non è un marker, il giocatore può scegliere se continuare a staffetta o fermarsi concludendo il turno.
3. se, durante la fase namua[7], la nyumba è l'unica buca contenente più di un seme, il giocatore non può "seminarne" i contenuti come avverrebbe per le altre buche, ma deve invece eseguire una mossa speciale detta tassazione della nyumba: questa consiste nel prendere due semi dalla nyumba e seminarli in senso orario o antiorario nelle buche adiacenti alla nyumba.

La nyumba cessa di essere tale (diventa una buca qualsiasi) quando i suoi contenuti vengono seminati la prima volta (la "tassazione" non conta). Si noti che la nyumba può essere "sbloccata" (cessare la propria funzione di nyumba) solo in un turno mtaji; i turni takata non possono agire su di essa.
Queste regole conoscono alcune varianti. Secondo alcune fonti, la tassazione della nyumba può avvenire in qualunque momento (e non solo se la nyumba è l'unica buca con più di un seme). Inoltre, alcuni considerano obbligatoria la semina dei contenuti della nyumba quando vi si depone l'ultimo seme di una semina mtaji.

## Breve glossario

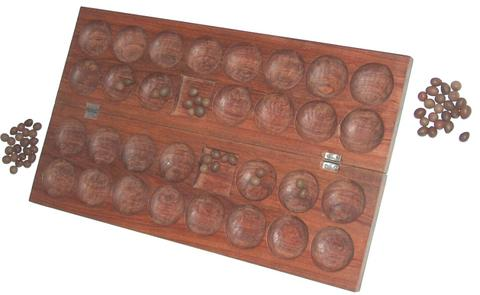

- kete, letteralmente "conchiglia", sono i semi;
- kichwa  [pr.: chìciua], letteralmente "testa", sono la prima e l'ultima buca della fila interna;
- kimbi, sono le prime e le ultime due buche della fila interna (o, secondo alcune fonti, la seconda e la penultima);
- mtaji [pr.: mtàgi] indica un turno iniziato con una cattura, ma anche la fase del gioco successiva alla namua, e ancora (per alcune fonti) indica un gruppo di semi che, prelevati da una buca e seminati, portano a una cattura;
- namua è la fase iniziale di alcune varianti del bao, durante la quale i semi "in mano" ai giocatori vengono introdotti sul tavoliere uno alla volta;
- nemo sono i semi "in mano" nei bao con una fase "namua"
- nyumba [pr.: gnùmba], letteralmente "casa", è la quarta buca da destra della fila interna;
- shimo [pr.: scìmo] (plurale mashimo), letteralmente "miniera", è il nome usato comunemente in swahili per le buche
- takata, letteralmente "pulito", indica una mossa che non inizia con una cattura (e in cui quindi non possono avvenire catture).